# Georg Wunderle
Georg Wunderle (* 23. September 1881 in Weißenburg in Bayern; † 7. April 1950 in Bad Wörishofen) war ein deutscher römisch-katholischer Theologe und Philosoph. Er war Ordinarius an der Julius-Maximilians-Universität Würzburg und Hauptvertreter der Religionsphilosophie.

## Leben
Georg Wunderle wurde in Weißenburg i.Bay. als Sohn eines Gastwirts geboren. Ab 1895 besuchte er das Humanistische Gymnasium in Eichstätt, wo er 1900 das Abitur erlangte. Von 1900 bis 1905 studierte er am Bischöflichen Lyzeum Eichstätt Philosophie und Theologie. Seine Priesterweihe erfolgte am 18. Juni 1905, seine Kaplanszeit verbrachte er in Unsernherrn. Ab 1906 studierte er in München bei Georg von Hertling. Ab 1908 widmete er sich einem theologischen Weiterstudium an der Universität Straßburg. Mit einer Dissertation über die Religionsphilosophie Rudolf Euckens wurde er 1911 zum Doktor der Theologie promoviert. Nach der Rückkehr in seine Heimatdiözese wirkte er ab 15. Mai 1909 als Kaplan in Obereichstätt, ab 21. Mai 1909 als 3. Dompfarrkooperator in Eichstätt, ab 29. November 1909 als 2. Kooperator in Eichstätt/St. Walburg. Er war ab 1911 Dozent am Bischöflichen Lyzeum Eichstätt, 1913 wurde er vom Eichstätter Bischof zum außerordentlichen Professor der Philosophie am Lyzeum ernannt.
Es folgte ab 1. Oktober 1916 eine ordentliche Professur für Apologetik und vergleichenden Religionswissenschaft an der Julius-Maximilians-Universität Würzburg. An der neueröffneten Würzburger Volkshochschule hielt er im November 1918 einen wissenschaftlichen Vortrag über die Religionen primitiver Völker. Während der Weimarer Republik war Wunderle Mitglied der Bayerischen Volkspartei. Von 1931 bis 1933 war er Rektor der Würzburger Universität. Er wurde durch Herwart Fischer, den bis dahin einzigen Nationalsozialisten im Kollegium abgelöst.
Auch leitete Wunderle die Arbeitsgemeinschaft der deutschen Augustinerprovinz zum Studium der Ostkirche, was ihm durch die Nationalsozialisten, denen er ablehnend gegenüberstand, 1938 verboten wurde. Ab dem 18. November 1947 wurde er Verweser der neuerrichteten außerordentlichen Professur für Kunde des Christlichen Ostens; er dozierte in diesem Fach noch bis zu seinem Tode. Als Mitglied der Theologischen Fakultät gehörte er 1948 dem Akademischen Senat der Universität Würzburg an. 1950 starb er im Alter von 68 Jahren.
Seit dem 26. Oktober 1907 war Georg Wunderle Mitglied der CV-Verbindung Badenia zu Straßburg i. E.

## Veröffentlichungen (Auswahl)
- Grundzüge der Religionsphilosophie. 1918.
- Frühkindliche religiöse Erlebnisse im Lichte späterer Erinnerung. 1923.
- Die Stigmatisierte von Konnersreuth: Tatsachen, Eindrücke, Erwägungen. Eichstätt 1927 (Digitalisat)
- Um Konnersreuth. 1931.
- Über das Irrationale im religiösen Erleben. 1930.
- Die gestaltende Kraft der Religion im Seelenleben des Menschen. 1936.
- Aufgaben und Methoden der modernen Religionspsychologie. 1915.
- Einführung in die moderne Religionspsychologie. 1922.
- Universität und Erziehung zum geistigen Führertum. Rede, gehalten beim 351. Stiftungsfest am 11. Mai 1933. Richter, Würzburg 1933 (= Würzburger Universitätsreden. Band 2).
- Aus der heiligen Welt des Athos. 1937.
- als Hrsg.: Schriftenreihe Das östliche Christentum. Rita-Verlag, Würzburg 1938 ff.
- Das Ideal der neuen deutschen Universität. Rede. Schöningh, Würzburg 1946 (= Würzburger Universitätsreden. Band 1).